# Office national des urgences
L'Office national des urgences du Chili, aussi nommé ONEMI, est un organisme de l'État chargé des situations d'urgence pouvant survenir à n'importe quel moment dans le pays. Il est actuellement dirigé par Carmen Fernandez.